# Martin Lippens
Martin Lippens (Anderlecht, 8 de octubre de 1934-ibídem, 2 de noviembre de 2016) fue un entrenador y jugador de fútbol belga que jugaba en la demarcación de centrocampista.

## Selección nacional
Jugó un total de 33 partidos con la selección de fútbol de Bélgica. Hizo su debut el 31 de marzo de 1957 tras la convocatoria de André Vandeweyer para un encuentro amistoso contra España que finalizó con un resultado de 0-5 a favor del combinado español tras los goles de Enrique Mateos, un doblete de Di Stéfano y otro doblete de Luis Suárez. Su primer tanto con la selección lo anotó el 1 de marzo de 1959 en un partido amistoso contra Francia. Además llegó a disputar la clasificación para la Copa Mundial de Fútbol de 1962 y la clasificación para la Eurocopa 1964. Su último encuentro con la camiseta belga fue el 25 de diciembre de 1963 contra Francia.

### Goles internacionales
| # | Fecha               | Estadio                                            | Oponente     | Gol | Resultado | Competición |
| - | ------------------- | -------------------------------------------------- | ------------ | --- | --------- | ----------- |
| 1 | 1 de marzo de 1959  | Estadio Olímpico Yves-du-Manoir, Colombes, Francia | Francia      | 1-1 | 2–2       | Amistoso    |
| 2 | 24 de abril de 1960 | Bosuilstadion, Amberes, Bélgica                    | Países Bajos | 1–0 | 2–1       | Amistoso    |

## Clubes

### Como futbolista
| Club           | País    | Año         | Partidos | Goles |
| -------------- | ------- | ----------- | -------- | ----- |
| RSC Anderlecht | Bélgica | 1954 - 1966 | 248      | 56    |

### Como entrenador
| Club                    | País    | Año         |
| ----------------------- | ------- | ----------- |
| KFC Vigor Wuitens Hamme | Bélgica | 1954 - 1966 |
| RSC Anderlecht          | Bélgica | 1986        |
| RSC Anderlecht          | Bélgica | 1988 - 1989 |
| Sint-Truidense          | Bélgica | 1992 - 1993 |
| RWD Molenbeek           | Bélgica | 1993 - 1994 |

## Palmarés
- Primera División de Bélgica (7): 1954–55, 1955–56, 1958–59, 1961–62, 1963–64, 1964–65, 1965–66
- Copa de Bélgica (1): 1964–65